# Neottia morrisonicola
Neottia morrisonicola är en orkidéart som först beskrevs av Bunzo Hayata, och fick sitt nu gällande namn av Dariusz Lucjan Szlachetko. Neottia morrisonicola ingår i släktet näströtter, och familjen orkidéer.
Artens utbredningsområde är Taiwan. Inga underarter finns listade i Catalogue of Life.